# 육사 교회

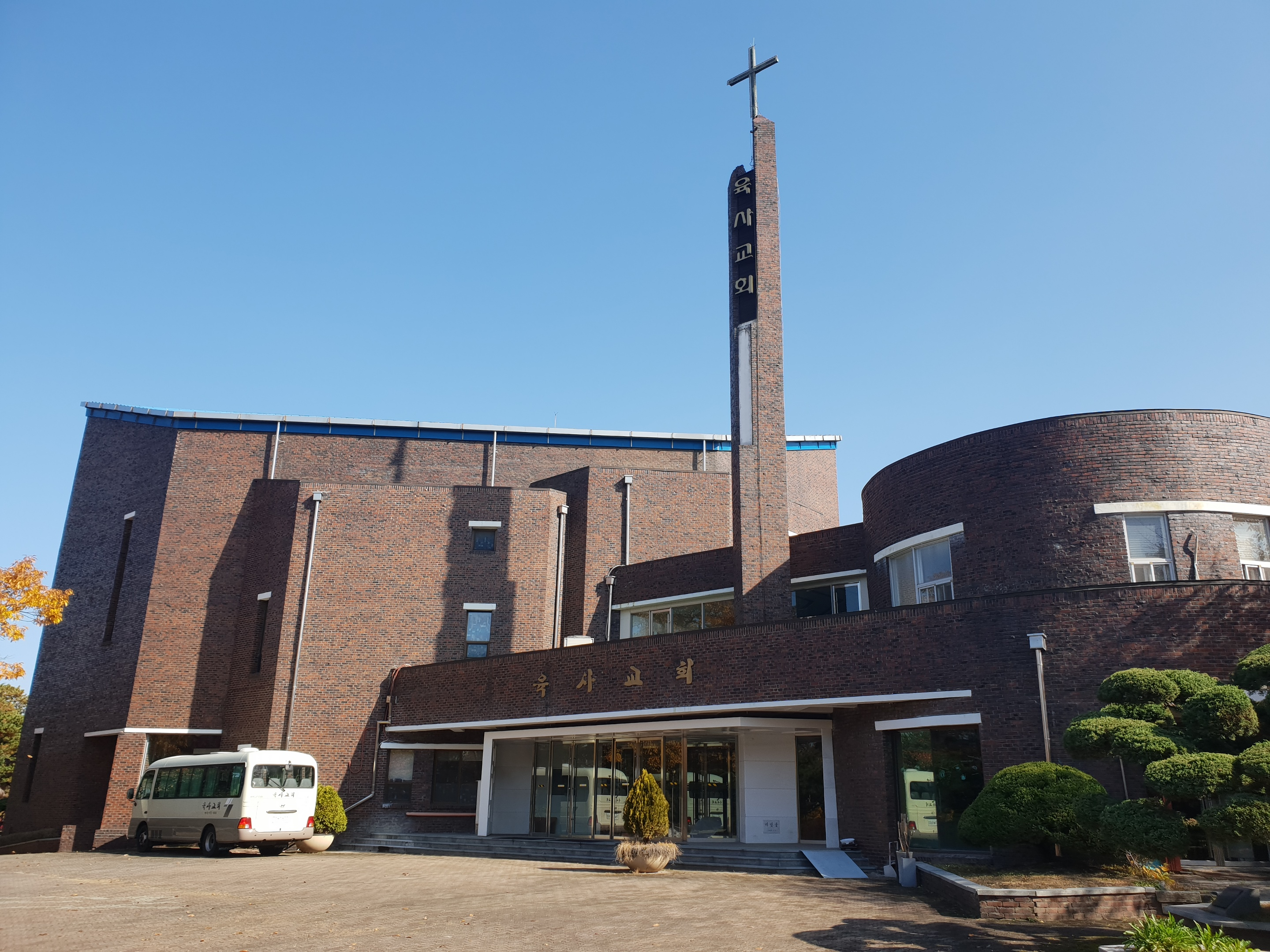
육군사관학교 교회의 외관 모습이다.

육사 교회(陸士 敎會, 영어 : Korea Military Academy Church)는 1986년 3월에 군복음화 후원회의 기증으로 지어진 육군사관학교의 교회로 현재 서울특별시 노원구 화랑로 574에 위치하고 있는 육군사관학교 내부에 있다. 육사교회는 총 면적이 1676㎡이고 예배실과 부속시설물을 갖추고 있는 3층 규모의 철근 콘크리트 건물이다. 1층은 각 분과 사무실 8개가 있고, 2층은 성경공부 교실이 있고, 3층은 성경공부 교실과 목양관, 도서실이 갖춰져있다. 성경공부 교실은 총 18개가 있다. 일요일에는 오전가 오후에 예배를, 수요일에는 저녁 예배를 열고 있다. 매일 새벽기도회를 열고 있기도 하다. 추가적으로 일요일에는 중고등학생들을 위한 예배와 어린이들을 위한 주일학교 예배를 열고있다. 특별 예배로는 4월에 부활절, 11월에 추수감사절, 12월에 성탄절 예배가 있다. 또 화랑기초훈련, 하계군사훈련 등 생도들이 군사훈련을 받을 때 위문을 하기도 한다. 생도들은 주로 수요일 종교활동 시간과 일요일 생도예배 시간을 이용하여 종교활동에 참여한다. 

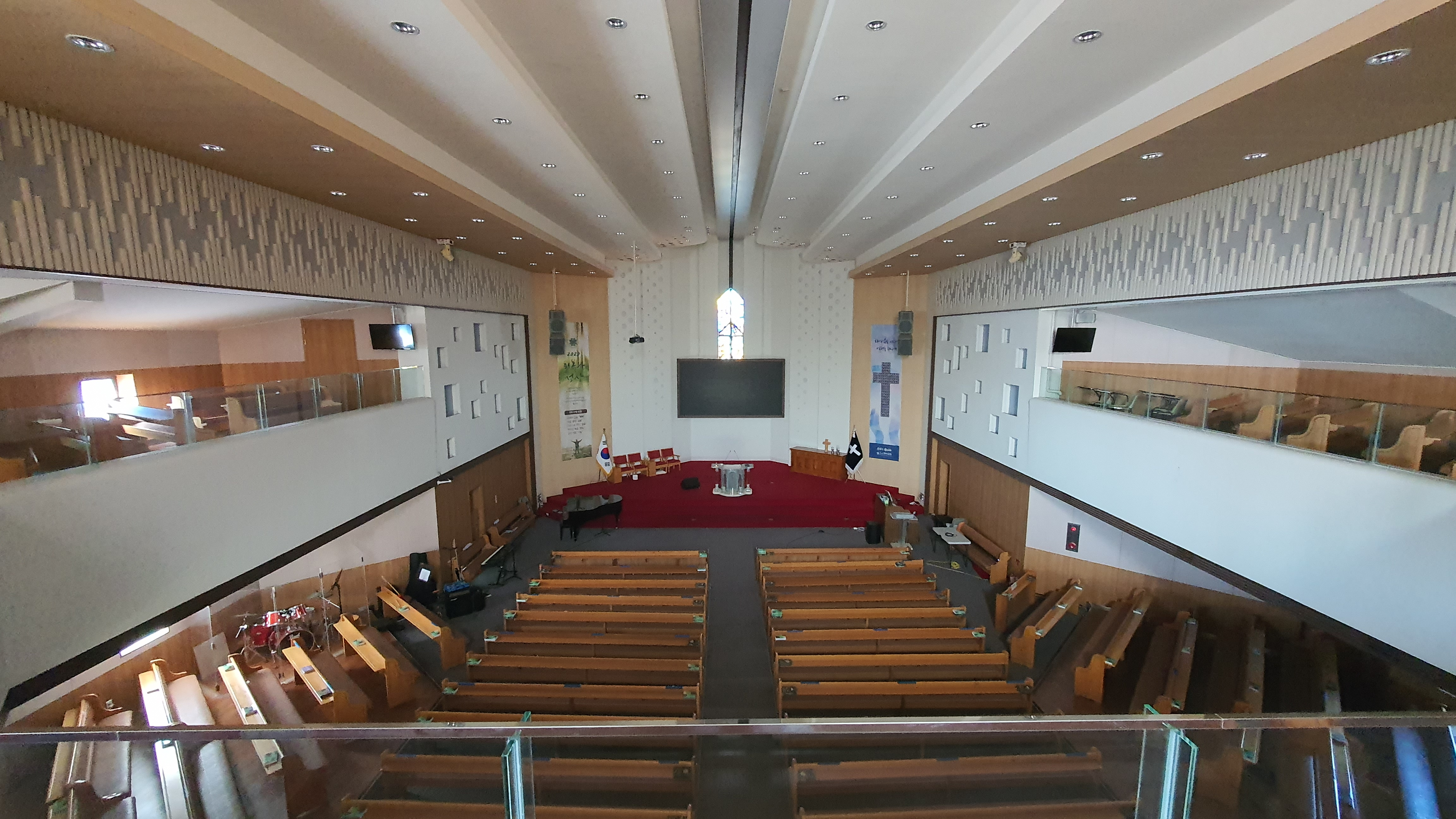
육군사관학교 교회의 대예배실을 촬영한 사진이다.

## 내부 구조
| 층  | 이름                                  |
| --- | ------------------------------------- |
| 1층 | 식당 분과 사무실(8개)                 |
| 2층 | 대예배실 성경공부 교실 기독생도회의실 |
| 3층 | 성경공부교실 목양관 도서실            |

## 역대 목사
1. 1대 문관 전종옥(1952.01.~1953.04.)
2. 2대 문관 명관조(1953.04.~1955.01.)
3. 3대 문관 김은수(1955.01.~1956.01.)
4. 4대 중령 김선홍(1956.01.~1957.12.)
5. 5대 중령 오병수(1958.01.~1960.09.)
6. 6대 중령 정동섭(1960.09.~1961.06.)
7. 7대 중령 이의호(1961.06.~1962.09.)
8. 8대 소령 김승만(1962.09.~1963.03.)
9. 9대 중령 백만국(1963.03.~1965.04.)
10. 10대 중령 유종건(1965.05.~1967.04.)
11. 11대 중령 박민수(1967.04.~1967.10.)
12. 12대 소령 최동근(1967.01.~1968.01.)
13. 13대 중령 김관선(1968.01.~1973.01.)
14. 14대 중령 김창선(1973.01.~1974.08.)
15. 15대 중령 지상섭(1974.09.~1976.08.)
16. 16대 중령 김기태(1976.08.~1980.03.)
17. 17대 중령 전찬원(1980.03.~1982.04.)
18. 18대 중령 이승조(1982.04.~1983.12.)
19. 19대 중령 이정운(1983.12.~1986.04.)
20. 20대 중령 박봉상(1986.04.~1988.06.)
21. 21대 중령 이용국(1988.06.~1991.06.)
22. 22대 중령 최상철(1991.06.~1993.04.)
23. 23대 중령 신용백(1993.03.~1996.08.)
24. 24대 소령 안상기(1996.08.~1998.12.)
25. 25대 중령 김은성(1999.01.~2001.04.)
26. 26대 중령 권오용(2001.01.~2003.03.)
27. 27대 중령 김동운(2003.03.~2005.03.)
28. 28대 중령 박기영(2005.03.~2006.12.)
29. 29대 중령 이재은(2006.12.~2008.12.)
30. 30대 소령 이호상(2008.10.~2011.01.)
31. 31대 소령 장승권(2011.01.~2012.12.)
32. 32대 중령 이향인(2013.01.~2014.12.)
33. 33대 소령 김택조(2014.12.~2016.11.)
34. 34대 중령 이호상(2016.11.~2017.11.)
35. 35대 중령 이현식(2017.11.~2019.11.)

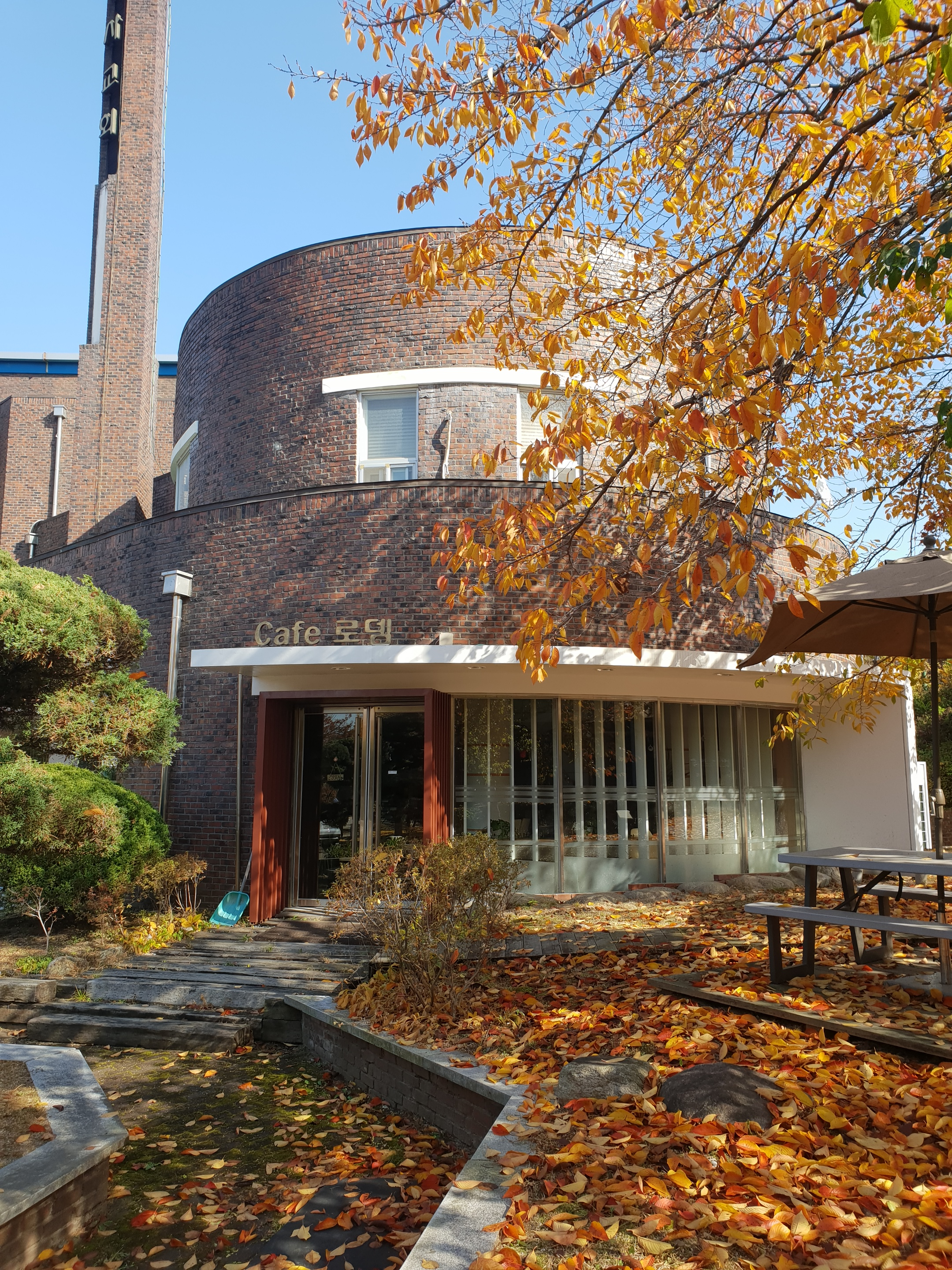
육군사관학교 교회의 카페 '로뎀'이다.

## 카페
육사 교회 1층에는 '로뎀'이라는 카페를 운영하고 있다.

## 육사 생도
육군사관학교 생도들은 수요일 종교활동시간과 일요일 예배시간 외에도 문화체육활동으로 종교활동을 하는 시간을 가진다. 문화체육활동은 외부대학의 동아리와 같은 활동으로 학술분야, 예능분야, 체육분야로 나누어져있다. 기독교의 경우 기독교부라는 부서에서 성경을 공부하는 활동을 한다. 기독교부는 학술분야의 한 부서이다. 생도들은 예배를 드릴 때  학교에서 입는 근무복이라는 옷을 입고 참석한다. 

## 예배 시간
| 소속           | 요일, 시간                                                                              | 장소                                             | 비고                                                 |
| -------------- | --------------------------------------------------------------------------------------- | ------------------------------------------------ | ---------------------------------------------------- |
| 장년부         | 주일 오전 10:30 주일 오후 13:00 수요일 저녁 19:00                                       | 대예배실 대예배실                                |                                                      |
| 찬양단         | 주일 오전 08:00 토요일 오전 09:00 토요일 오후 13:00 수요일 저녁 20:00 금요일 오후 15:00 | 대예배실 대예배실                                | 프라미스 마라나타 리액츠 그레이스 에이레네           |
| 교회학교       | 주일 오전 10:30 주일 오전 10:30 주일 오전 09:00                                         | 유치부실 제1예배실 제2예배실                     | 유치부 초등부 중고등부                               |
| 생도 신우 청년 | 주일 오전 08:30 주일 오후 13:00                                                         | 대예배실 제2예배실                               | 생도예배 시선청년예배                                |
| 기도회         | 매일 오전 05:30 수요일 오전 11:00 수요일 오후 17:00 수요일 오후 18:00 금요일 오후 20:00 | 대예배실 유아실 생도회실 화랑기독선교원 대예배실 | 새벽기도회 중도기도1 중보기도2 돌베개기도 금요기도회 |
| 구역           | 금요일 오후(월2회) 14:30 금요일 오전(매월 첫째주) 10:30                                 | 목양실 대예배실                                  | 인도자 교육 인합구역예배                             |

## 참고자료
- 《2020 육군사관학교 요람》 (PDF). 2020년. 184쪽. 2020년 10월 30일에 원본 문서 (PDF)에서 보존된 문서. 2020년 11월 3일에 확인함.